# Марчага (Верона)
Марчага је насеље у Италији у округу Верона, региону Венето.
Према процени из 2011. у насељу је живело 161 становника. Насеље се налази на надморској висини од 283 м.